# Algebra über einem Körper
Eine Algebra über einem Körper {\displaystyle K}, Algebra über {\displaystyle K} oder {\displaystyle K}-Algebra (früher auch als lineare Algebra bezeichnet) ist ein Vektorraum über einem Körper {\displaystyle K}, der um eine mit der Vektorraumstruktur verträgliche Multiplikation erweitert wurde. Je nach Kontext wird dabei mitunter zusätzlich gefordert, dass die Multiplikation das Assoziativgesetz oder das Kommutativgesetz erfüllt oder dass die Algebra bezüglich der Multiplikation ein Einselement besitzt.

## Definition
Eine Algebra {\displaystyle A} über einem Körper {\displaystyle K} oder kurz {\displaystyle K}-Algebra ist ein {\displaystyle K}-Vektorraum mit einer {\displaystyle K}-bilinearen Verknüpfung
{\displaystyle A\times A\to A,}
Multiplikation genannt, die durch {\displaystyle x\cdot y} oder {\displaystyle xy} symbolisiert wird. (Diese Verknüpfung ist unabhängig von der Multiplikation im Körper und derjenigen von Körperelementen mit Vektoren; die Verwendung desselben Symbols führt jedoch nicht zu Verwechslungen, da aus dem Kontext hervorgeht, welche Verknüpfung gemeint ist.)
Explizit bedeutet die Bilinearität, dass für alle Elemente {\displaystyle x,y,z\in A} und alle Skalare {\displaystyle \lambda \in K} gilt:
- {\displaystyle (x+y)\cdot z=x\cdot z+y\cdot z}
- {\displaystyle x\cdot (y+z)=x\cdot y+x\cdot z}
- {\displaystyle \lambda (x\cdot y)=(\lambda x)\cdot y=x\cdot (\lambda y)}

Ist der zugrundeliegende Körper der Körper der reellen Zahlen {\displaystyle \mathbb {R} }, so nennt man die Algebra auch reelle Algebra.

## Verallgemeinerung
Der Begriff der {\displaystyle K}-Algebra  lässt sich durch Ersetzen des Körpers mit einem kommutativen Ring zu einer {\displaystyle R}-Algebra, der Algebra über einem kommutativen Ring, verallgemeinern. Hierbei ist in der Definition „Vektorraum“ durch „Modul“ auszutauschen.

## Unteralgebren und Ideale
Eine Unteralgebra {\displaystyle U} einer Algebra {\displaystyle A} über einem Körper {\displaystyle K} ist ein Unterraum von {\displaystyle A}, der neben der Addition und der Multiplikation mit einem Skalar, also einem Element von {\displaystyle K}, auch unter der in {\displaystyle A} definierten Multiplikation abgeschlossen ist, d. h. {\displaystyle u,v\in U\Rightarrow uv\in U}. Dann ist {\displaystyle U} eine eigenständige Algebra. Fasst man die komplexen Zahlen als reelle Algebra auf, so bilden zum Beispiel die reellen, nicht aber die imaginären Zahlen eine Unteralgebra der komplexen Zahlen.
Ist darüber hinaus
{\displaystyle v\in U\Rightarrow av\in U}
mit einem beliebigen Element {\displaystyle a} von {\displaystyle A}, so heißt {\displaystyle U} ein linksseitiges Ideal von {\displaystyle A}. Entsprechend heißt {\displaystyle U} rechtsseitiges Ideal von {\displaystyle A}, falls
{\displaystyle v\in U\Rightarrow va\in U}.
Ist beides der Fall oder gar {\displaystyle A} kommutativ, so heißt {\displaystyle U} einfach ein Ideal von {\displaystyle A}. Falls die Algebra {\displaystyle A} keine nicht-trivialen Ideale besitzt, heißt sie einfach.

## Weitere Attribute und Beispiele

### Assoziative Algebren
Eine assoziative Algebra ist eine {\displaystyle K}-Algebra, in der für die Multiplikation das Assoziativgesetz gilt und die somit ein Ring ist. Beispiele:
- Die Algebra der {\displaystyle n\times n}-Matrizen über einem Körper; die Multiplikation ist hierbei die Matrizenmultiplikation.
- Die Inzidenzalgebra einer partiell geordneten Menge.
- Algebren von linearen Operatoren von einem {\displaystyle K}-Vektorraum in sich selbst; die Multiplikation ist hier die Hintereinanderausführung. Eine Algebra heißt zerfallend, wenn sie isomorph zu einer Matrixalgebra ist.
- Die Gruppenalgebra {\displaystyle K[G]} zu einer Gruppe {\displaystyle G}; hierbei bilden die Gruppenelemente eine {\displaystyle K}-Basis des {\displaystyle K}-Vektorraums {\displaystyle K[G]}, und die Algebra-Multiplikation ist die bilineare Fortsetzung der Gruppenmultiplikation.
- Die Algebra {\displaystyle K[x]} der Polynome mit Koeffizienten in {\displaystyle K} in einer Unbekannten {\displaystyle x}.
- Die Algebra {\displaystyle K[x_{1},\dotsc ,x_{n}]} der Polynome mit Koeffizienten in {\displaystyle K} in mehreren Unbekannten {\displaystyle x_{1},\dotsc ,x_{n}}.
- Eine Funktionenalgebra erhält man, indem man einen Funktionenraum von Funktionen von einer Menge {\displaystyle M} in einen Körper {\displaystyle K} mit folgender punktweisen Multiplikation versieht:
{\displaystyle (f\cdot g)(x):=f(x)\cdot g(x),\qquad f,g\colon M\to K,x\in M}.
- Eine Körpererweiterung von {\displaystyle K} ist eine assoziative Algebra über {\displaystyle K}. So ist z. B. {\displaystyle \mathbb {R} } eine {\displaystyle \mathbb {Q} }-Algebra und {\displaystyle \mathbb {C} } kann als {\displaystyle \mathbb {Q} }-Algebra oder als {\displaystyle \mathbb {R} }-Algebra betrachtet werden.
- Die Algebra {\displaystyle \mathbb {H} } der Hamiltonschen Quaternionen ist eine vierdimensionale assoziative unitäre reelle Algebra, welche als Schiefkörper sogar eine Divisionsalgebra ist. Sie ist eine endlichdimensionale zentraleinfache Algebra (Azumaya-Algebra) über dem Körper {\displaystyle \mathbb {R} }. Als echte Teilkörper enthält sie verschiedene Kopien {\displaystyle \iota _{\epsilon }(\mathbb {C} )=\mathbb {R} [\epsilon ]} des Körpers {\displaystyle \mathbb {C} } der komplexen Zahlen, die ihrerseits den echten Teilkörper {\displaystyle \mathbb {R} } der reellen Zahlen enthalten, welcher das Zentrum ist: {\displaystyle \mathbb {H} \supsetneq \mathbb {R} [\epsilon ]\supsetneq \mathbb {R} =Z(\mathbb {H} )}. Dabei liefert jedes {\displaystyle \epsilon \in \mathbb {H} } mit {\displaystyle \epsilon ^{2}=-1} eine  Einbettung {\displaystyle \iota _{\epsilon }\colon \mathbb {C} \to \mathbb {H} } des Körpers {\displaystyle \mathbb {C} } in {\displaystyle \mathbb {H} }, dessen isomorphes Bild gerade {\displaystyle \mathbb {R} [\epsilon ]} ist. Somit stattet zwar jede dieser Einbettungen die reelle Algebra {\displaystyle \mathbb {H} } mit einer Struktur eines komplexen Vektorraums aus, doch ist die Multiplikation der Quaternionenalgebra bezogen auf diese komplexe Vektorraumstruktur nicht bilinear über {\displaystyle \mathbb {C} }, sondern nur über {\displaystyle Z(\mathbb {H} )=\mathbb {R} }. Daher bilden die Quaternionen keine komplexe Algebra.

### Kommutative Algebren
Eine kommutative Algebra ist eine {\displaystyle K}-Algebra, in der für die Multiplikation das Kommutativgesetz gilt. Beispiele:
- Im mathematischen Teilgebiet Kommutative Algebra werden Algebren betrachtet, die assoziativ und kommutativ sind. Dazu gehören die oben genannten Polynomalgebren, die Funktionenalgebren und die Körpererweiterungen.
- Genetische Algebren sind kommutative Algebren mit einigen zusätzlichen Eigenschaften, in denen das Assoziativgesetz im Allgemeinen nicht erfüllt ist.

### Unitäre Algebren
Eine unitäre Algebra ist eine Algebra mit einem neutralen Element der Multiplikation, dem Einselement (vgl. unitärer Ring). Beispiele:
- Matrizenalgebren mit der Einheitsmatrix als Einselement.
- Eine Algebra von Vektorraumendomorphismen mit der Identität als Einselement.
- Einselement einer Inzidenzalgebra ist die Funktion {\displaystyle \delta (a,b):={\begin{cases}1\quad &{\mbox{falls }}a=b,\\0&{\mbox{sonst.}}\end{cases}}}
- Jede Gruppenalgebra ist unitär: das Einselement der Gruppe ist auch Einselement der Algebra.
- Das konstante Polynom 1 ist Einselement einer Polynomalgebra.
- Der Körper K mit seiner Körpermultiplikation als Algebra-Multiplikation ist als {\displaystyle K}-Algebra assoziativ, kommutativ und unitär.

Wenn das aus dem jeweiligen Kontext klar ist, werden die Eigenschaften „assoziativ“, „kommutativ“ und „unitär“ in der Regel nicht explizit genannt. Hat eine Algebra kein Einselement, so kann man eines adjungieren; jede Algebra ist also in einer unitären enthalten.

### Nicht-assoziative Algebren
Manche Autoren bezeichnen eine {\displaystyle K}-Algebra als nicht-assoziativ, wenn das Assoziativgesetz nicht vorausgesetzt wird. (Diese Begriffsbildung führt allerdings zu der etwas verwirrenden Konsequenz, dass insbesondere jede assoziative Algebra auch nicht-assoziativ ist.) Einige Beispiele für Algebren, die nicht notwendigerweise assoziativ sind:
- Eine Divisionsalgebra ist eine Algebra, in der man „dividieren“ kann, d. h. in der alle Gleichungen {\displaystyle ax=b} und {\displaystyle ya=b} für {\displaystyle a\neq 0} stets eindeutig lösbar sind. Eine Divisionsalgebra muss weder kommutativ noch assoziativ noch unitär sein.
- Der Alternativkörper {\displaystyle \mathbb {O} } der Cayleyschen Oktaven ist eine achtdimensionale unitäre reelle Algebra, welche die assoziative Algebra {\displaystyle \mathbb {H} } der Hamiltonschen Quaternionen echt umfasst.
- Eine Lie-Algebra ist eine Algebra, in der die beiden folgenden Bedingungen gelten (in Lie-Algebren wird das Produkt meist als {\displaystyle [x,y]} geschrieben):
  - {\displaystyle [x,x]=0}
  - {\displaystyle [x,[y,z]]+[y,[z,x]]+[z,[x,y]]=0} (Jacobi-Identität)
- Der reelle Vektorraum {\displaystyle \mathbb {R} ^{3}} mit dem Kreuzprodukt. Diese reelle Algebra ist insbesondere eine Lie-Algebra.
- Eine Baric-Algebra ist eine Algebra {\displaystyle A}, für die es einen nichttrivialen Algebrenhomomorphismus {\displaystyle w\colon A\to K} gibt.

## Algebrenhomomorphismen
Die Homomorphismen zwischen {\displaystyle K}-Algebren, das heißt die strukturerhaltenden Abbildungen, sind K-lineare Abbildungen, die zusätzlich multiplikativ sind. Haben die Algebren Einselemente, so fordert man in der Regel zusätzlich, dass auch diese aufeinander abgebildet werden. Das heißt:
Eine Abbildung {\displaystyle f\colon A\rightarrow B} zwischen zwei {\displaystyle K}-Algebren ist ein Homomorphismus, falls folgendes gilt:
- {\displaystyle f(\lambda x)=\lambda f(x)}   für alle   {\displaystyle \lambda \in K,x\in A}
- {\displaystyle f(x+y)=f(x)+f(y)}   für alle   {\displaystyle x,y\in A}
- {\displaystyle f(x\cdot y)=f(x)\cdot f(y)}   für alle   {\displaystyle x,y\in A}
- Gegebenenfalls {\displaystyle f(1)=1},   wobei mit 1 die Einselemente in den Algebren bezeichnet seien.

Es gelten dann die üblichen Sätze. Die Kerne von Homomorphismen sind genau die zweiseitigen Ideale. Ist {\displaystyle f\colon A\rightarrow B} ein Homomorphismus, so gilt das Analogon zum Homomorphiesatz, das heißt die induzierte Abbildung
{\displaystyle {\overline {f}}\colon A/\mathrm {ker} (f)\rightarrow f(A),\,a+\mathrm {ker} (f)\mapsto f(a)}
ist wohldefiniert und ein Algebrenisomorphismus {\displaystyle A/\mathrm {ker} (f)\cong f(A)}, das heißt ein bijektiver Algebrenhomomorphismus, die Umkehrabbildung ist automatisch ebenfalls ein Algebrenhomomorphismus. Damit lassen sich auch die Isomorphiesätze auf Algebren übertragen, denn die üblichen Beweise führen diese auf den Homomorphiesatz zurück.